# PDM-система
PDM-система (англ. product data management — система управління даними про виріб) - організаційно-технічна система, що забезпечує управління всією інформацією про виріб. При цьому, в якості виробів можуть розглядатися різні складні технічні об'єкти (кораблі та автомобілі, літаки та ракети, комп'ютерні мережі та ін.).
У PDM-системах узагальнено наступні технології:
- управління інженерними даними (engineering data management - EDM);
- управління документами;
- управління інформацією про виріб (product information management - PIM);
- управління технічними даними (technical data management - TDM);
- управління технічною інформацією (technical information management - TIM);
- управління зображеннями та маніпулювання інформацією, що всебічно визначає конкретний виріб.

Базові функціональні можливості PDM-систем охоплюють такі основні напрямки:
- управління зберіганням даних та документами
- управління потоками робіт та процесами
- управління структурою продукту
- автоматизація генерації вибірок та звітів
- механізм авторизації

За допомогою PDM-систем здійснюється відстеження великих масивів даних та інженерно-технічної інформації, необхідних на етапах проектування, виробництва чи будівництва, а також підтримка експлуатації, супроводу та утилізації технічних виробів. Такі дані, що стосуються одного виробу та організовані системою PDM, називаються цифровим макетом. PDM-системи інтегрують інформацію будь-яких форматів та типів, надаючи її користувачам вже у структурованому вигляді (при цьому структуризація прив'язана до особливостей сучасного промислового виробництва). PDM-системи працюють не лише з текстовими документами, але і з геометричними моделями та даними, необхідними для функціонування автоматичних ліній, верстатів з ЧПУ та ін, причому доступ до таких даних здійснюється безпосередньо з PDM-системи.
За допомогою PDM-систем можна створювати звіти про конфігурацію випущених систем, маршрути проходження виробів, частини або деталі, а також складати списки матеріалів. Всі ці документи за необхідності можуть відображатися на екрані монітора виробничої або конструкторської системи з однієї і тієї ж БД. Однією з цілей PDM-систем є забезпечення можливості групової роботи над проєктом, тобто, перегляду в реальному часі та спільного використання фрагментів загальних інформаційних ресурсів підприємства.